# Cappeln (Oldenburg)
Cappeln (Oldenburg) – gmina samodzielna (niem. Einheitsgemeinde) w Niemczech, w kraju związkowym Dolna Saksonia w powiecie Cloppenburg.